# 崔焘
崔燾，五胡十六國時代前燕官员。清河郡東武城縣人。東晋平州刺史崔毖之兄長之子。
大興二年（319年）十二月，東晋平州刺史崔毖厭惡鮮卑慕容部大人慕容廆崛起，聯合段部、宇文部、高句麗去攻慕容廆。慕容廆擊退了三路勢力，崔毖大為驚懼，派崔燾前往棘城，祝賀他獲勝。
段部、宇文部、高句麗的使者也紛紛到来，向慕容廆求和。使者告訴他，自己本来並不想與慕容為敵，是崔毖主使的。慕容廆讓崔熹見三國使者，𢴇刀相對。崔燾害怕了，承認了崔毖的陰謀。慕容廆讓崔熹回去對崔毖说：“投降是上策，逃跑是下策，”於是带兵隨行。
崔毖带着數十騎棄家逃奔高句麗，慕容廆派大將軍張統攻打河城，俘獲高句麗將軍如奴子，俘獲千余戶。崔燾與高瞻、韓恒、石琮一起被遷往棘城，受到了賓客的禮遇。
大興四年（321年）十二月，慕容廆被東晋任命為車騎將軍、都督幽平二州東夷諸軍事、平州牧，封為遼東公。他任命崔燾為主簿。
崔燾後来任成周内史。咸康四年（338年）五月，後趙天王石虎派使者至前燕國内誘降。成周内史崔燾、居就縣令游泓、武原縣令常霸、東夷校尉封抽、護軍将軍宋晃響應，後趙得城三十六座。
燕王慕容皝派兵攻打後趙占領的諸城，全部奪回。崔熹、常霸戰敗，逃往後趙都城鄴城。